# Geovani Silva
Geovani Silva (Vitória, 6 april 1964) is een voormalig Braziliaanse voetballer. Met Bayer Leverkusen won hij in 1988 de UEFA Cup en met Flamengo de Copa Libertadores en intercontinentale beker. 

## Biografie
Geovani begon zijn carrière bij Desportiva in 1981, waar hij meteen het Campeonato Capixaba mee won. Hij maakte 1983 de overstap naar Vasco da Gama. Hij speelde er aan de zijde van stervoetballers Acácio, Paulo Roberto, Mazinho, Roberto Dinamite, Tita en Romário. In 1987 en 1988 won hij met de club het Campeonato Carioca en in 1989 de landstitel. Dat jaar ging hij voor het Italiaanse Bologna spelen, maar kon hier niet echt doorbreken, naar eigen zeggen wegens problemen met trainer Luigi Maifredi. Hij ging dan naar Karslruher SC en keerde in 1991 terug naar Vasco da Gama. Na een niet erg succesvol avontuur bij het Mexicaanse Tigres keerde hij opnieuw terug naar Vasco. Op 30 november 1995 speelde hij tegen Juventude zijn laatste wedstrijd in de hoogste klasse. Hij ging voor kleinere clubs in de lagere reeksen spelen nu. Hij won in 1999 en 2000 wel nog het Campeonato Capixaba, telkens met een andere club. 
In 1981 nam hij al deel aan het Wereldkampioenschap voetbal onder 20. Ook twee jaar later was hij erbij en werd zelfs topschutter van dat toernooi. In 1985 speelde hij zijn eerste A-interland tegen Uruguay. In 1989 won hij met zijn land de Copa América. Zijn laatste wedstrijd speelde hij in 1991 tegen Wales. 
1 Taffarel ·
2 Mazinho ·
3 Mauro Galvão ·
4 André Cruz ·
5 Branco ·
6 Ricardo Gomes  ·
7 Bebeto ·
8 Geovani Silva · 
9 Valdo ·
10 Tita ·
10 Bismarck ·
11 Romário ·
12 Acácio ·
13 Josimar ·
13 Zé Teodoro ·
14 Aldair ·
15 Alemão ·
16 Cristóvão ·
17 Dunga ·
18 Renato Gaúcho ·
19 Baltazar ·
20 Paulo Silas ·
21 Charles ·
22 Zé Carlos ·
Coach: Lazaroni